# 락까
락까(아랍어: الرقة, 문화어: 라까)는 시리아 북중부에 위치한 락까 주의 주도로, 시리아에서 인구가 여섯 번째로 많은 도시이며, 2008년 기준으로 인구는 19만 명이다. 유프라테스강과 접하며 알레포에서 동쪽으로 160 km 정도 떨어진 곳에 위치한다.
이라크 북서부와 시리아 북동부에 걸친 지역인 자지라(Jazīra)의 주요 도시인 모술(Mosul), 데이르에조르(Deir ez-Zor), 하사카(Al Hasakah), 카미실리(Qamishli)와 함께 자지라를 대표하는 도시 중 하나이다.

## 역사
셀레우코스 제국의 왕인 셀레우코스 2세가 현재의 락까에 칼리니쿰(Callinicum)라는 이름을 가진 거리를 건설했으며, 동로마 제국의 황제 레오 1세가 이 곳을 레온투폴리스(Leontoupolis)로 명명했다. 542년에 페르시아 사산 왕조의 왕인 호스로 1세가 이 곳을 침공하면서 파괴되었지만, 나중에 유스티니아누스 1세 황제의 칙령에 따라 재건되었다. 639년에 무슬림 세력에 정복된 후 압바스 왕조의 궁전이 들어서면서 동로마 제국의 침공에 대항하는 군사적 요충지 역할을 하였다. 13세기에 몽골 제국의 침공으로 파괴되었지만, 16세기에 오스만 제국이 유프라테스강과 접한 이 곳에 세관을 설치하게 된다.
시리아가 독립한 이후에 락까는 중동 전쟁 등 이스라엘과의 분쟁 과정에서 거의 영향을 받지 않았다. 그러나, 2011년에 터진 시리아 내전을 틈타 이라크에서 시리아 동부로 세력을 확장한 수니파 무장단체인 IS가 2014년 8월 말에 아사드 정권의 마지막 거점이었던 타브카 공군 기지를 점령하고 도시 전체를 장악한 후, 락까를 수도라고 선언하였다.
2017년에 시리아 민주군(SDF)이 미군의 지원을 받아 락까로 진격하자 같은 해 4월에 IS는 수도를 마야딘으로 옮긴다고 공표하였고, 2017년 10월 17일 시리아 민주군이 IS로부터 락까를 해방시켰다.

## 기후
| Raqqa의 기후             | Raqqa의 기후 | Raqqa의 기후 | Raqqa의 기후 | Raqqa의 기후 | Raqqa의 기후 | Raqqa의 기후 | Raqqa의 기후 | Raqqa의 기후 | Raqqa의 기후 | Raqqa의 기후 | Raqqa의 기후 | Raqqa의 기후 | Raqqa의 기후 |
| 월                       | 1월          | 2월          | 3월          | 4월          | 5월          | 6월          | 7월          | 8월          | 9월          | 10월         | 11월         | 12월         | 연간         |
| ------------------------ | ------------ | ------------ | ------------ | ------------ | ------------ | ------------ | ------------ | ------------ | ------------ | ------------ | ------------ | ------------ | ------------ |
| 역대 최고 기온 °C (°F)   | 18 (64)      | 22 (72)      | 26 (79)      | 33 (91)      | 41 (106)     | 42 (108)     | 43 (109)     | 47 (117)     | 41 (106)     | 35 (95)      | 30 (86)      | 21 (70)      | 47 (117)     |
| 일평균 최고 기온 °C (°F) | 12 (54)      | 14 (57)      | 18 (64)      | 24 (75)      | 31 (88)      | 36 (97)      | 39 (102)     | 38 (100)     | 33 (91)      | 29 (84)      | 21 (70)      | 16 (61)      | 26 (79)      |
| 일평균 최저 기온 °C (°F) | 2 (36)       | 3 (37)       | 5 (41)       | 11 (52)      | 15 (59)      | 18 (64)      | 21 (70)      | 21 (70)      | 16 (61)      | 12 (54)      | 7 (45)       | 4 (39)       | 11 (52)      |
| 역대 최저 기온 °C (°F)   | −7 (19)      | −7 (19)      | −2 (28)      | 2 (36)       | 8 (46)       | 12 (54)      | 17 (63)      | 13 (55)      | 10 (50)      | 2 (36)       | −2 (28)      | −5 (23)      | −7 (19)      |
| 평균 강수량 mm (인치)    | 22 (0.9)     | 18.2 (0.72)  | 24.3 (0.96)  | 10.2 (0.40)  | 4.5 (0.18)   | 0 (0)        | 0 (0)        | 0 (0)        | 0.1 (0.00)   | 3.1 (0.12)   | 12.4 (0.49)  | 13.6 (0.54)  | 108.4 (4.31) |
| 평균 강수일수            | 7            | 6            | 5            | 5            | 2            | 0            | 0            | 0            | 0.1          | 2            | 3            | 6            | 36.1         |
| 평균 상대 습도 (%)       | 76           | 72           | 60           | 53           | 45           | 34           | 38           | 41           | 44           | 49           | 60           | 73           | 54           |
| 출처 1:                  |              |              |              |              |              |              |              |              |              |              |              |              |              |
| 출처 2:                  |              |              |              |              |              |              |              |              |              |              |              |              |              |

## 같이 보기
- 시리아 내전
- 이라크 내전 (2014년 - 2017년)
- 모술
- 마야딘